# Кей (рыцарь)
Сэр Кей (Kay или Cai) — рыцарь Круглого стола, молочный брат короля Артура и его сенешаль. В легендах обычно комический отрицательный персонаж, хвастун и трус.

## Биография
Кей — сын Эктора, старого рыцаря, которому Мерлин отдал на воспитание малолетнего Артура. Таким образом, они не родные братья, но поскольку Артура вырастили как родного, он долго об этом не подозревал. Кей на несколько лет старше брата, поэтому Артур служил его оруженосцем. (У некоторых современных авторов, описывающих детство Артура — например, Теренса Уайта, — учитывая скверный характер Кея, тот ещё и обижает младшего брата.) На турнире в Лондоне у Кея сломался меч, и он послал брата найти ему замену. По случайности, Артур принес ему Меч из Камня, предназначавшийся для истинного короля Британии. Кей узнал меч и заявил о своих правах на трон. Но волшебник Мерлин устроил ему проверку: Кей не смог вытащить меч повторно, а Артур — смог. После этого стало ясно, кто настоящий король. Артур не держал зла на брата: он простил его и сделал сенешалем — управляющим своего двора.
В дальнейшем Кей появляется как эпизодический персонаж в приключениях других рыцарей. Сам он особых подвигов не совершил: редко когда он вступал в бой, а если вступал — оказывался бит противником. Однажды сэр Ланселот спас Кея от напавших на него рыцарей и в насмешку подарил пленников Кею, как если бы тот сам их победил. В другой раз, Кей издевался над юным сэром Гаретом, придумав ему кличку «Бомейн» (Белоручка). В конце концов, отчаявшись задеть самолюбие терпеливого Гарета, Кей бросился на него с оружием и снова оказался бит. Оба рыцаря фигурируют и часто упоминаются в петербургском манускрипте «Роман о Тристане» (Keux le seneschal, Gaheriet).
Одна из немногих книг, где Кей показан в положительном свете, это Мабиногион. В истории о Килхухе и Олвен, он вместе с сэром Гавейном и сэром Бедивером участвует в охоте на гигантского вепря и, как и остальные рыцари, совершает ряд подвигов. Однако, рыцарь «Cai» из Мабиногиона вообще сильно отличается по своим качествам от рыцаря по имени «Kay» из других книг, и вероятно, они слились в одного персонажа позже.